# ميخائيل هاريس (منتج تلفزيوني)
ميخائيل هاريس (بالإنجليزية: Michael Harris)‏ هو منتج تلفزيوني أمريكي، ولد في 8 سبتمبر 1964 في دايتون في الولايات المتحدة.